# Hardeep Singh Nijjar
Hardeep Singh Nijjar (11 de outubro de 1977 - 18 de junho de 2023) foi um líder sique canadense nascido na Índia, envolvido com o movimento separatista Khalistan.
Embora Nijjar fosse visto como um defensor da independência Sique por muitas organizações Sique, o governo indiano o considerava um terrorista, e alegou que ele era o líder do grupo militante extremista pró- Calistão Força Tigre Calistão. Em 2014, a pedido da Índia, a Interpol emitiu um mandado de prisão internacional contra Nijjar. Ele também era procurado na Índia por seu suposto envolvimento em 'múltiplos assassinatos seletivos', bem como na explosão de bomba no cinema Shingaar em 2007, pela qual recebeu seu segundo Aviso Vermelho da Interpol emitido contra ele.
No Canadá, Nijjar ganhou destaque em 2019, quando assumiu a liderança do Guru Nanak Sikh Gurudwara em Surrey, Colúmbia Britânica, e se tornou um defensor declarado do separatismo Sique. Nijjar também se associou ao Siques para a Justiça (SFJ) e liderou a campanha do Referendo Calistão de 2020 para a criação do Calistão. Em 18 de junho de 2023, Nijjar foi baleado e morto no estacionamento de um templo Sique na Colúmbia Britânica, Desde 2023, as autoridades canadenses não fizeram nenhuma prisão em conexão com o assassinato de Nijjar.
Em 18 de setembro de 2023, o primeiro-ministro canadense, Justin Trudeau, afirmou que as agências de inteligência canadenses estavam "perseguindo alegações credíveis de uma ligação potencial" entre agentes do governo indiano e o assassinato de Nijjar. Posteriormente, a ministra canadense das Relações Exteriores , Mélanie Joly, anunciou a expulsão de um diplomata indiano. Entretanto, o Ministério dos Negócios Estrangeiros da Índia rejeitou a alegação, chamando-a de “absurda e motivada”. Além disso, o governo indiano expulsou um importante diplomata canadiano numa atitude de retaliação. No dia seguinte, Trudeau procurou aliviar as tensões, dizendo aos repórteres que o Canadá "não estava procurando provocar ou escalar". Em setembro de 2023, o Canadá não forneceu nenhuma evidência que ligasse o governo indiano à morte de Nijjar.
Após as alegações do Canadá, a organização pró-Calistão Siques para a Justiça divulgou um vídeo ameaçando os hindus de origem indiana a “deixarem” o Canadá.

## Juventude e migração para o Canadá
Nijjar era originalmente de uma vila em Jalandhar, Punjab, e migrou para o Canadá em meados da década de 1990. De acordo com o The Tribune, Nijjar foi preso na Índia em 1995, no meio de uma repressão a uma insurgência armada no Punjab.
Nijjar chegou ao Canadá em 10 de fevereiro de 1997, usando um passaporte fraudulento que o identificou como "Ravi Sharma", e fez um pedido de refugiado. Num depoimento sob juramento, indicou que o seu irmão, o seu pai e o seu tio tinham sido presos e ele próprio tinha sido torturado pela polícia. A sua alegação foi rejeitada, pois as autoridades consideraram que a sua documentação foi parcialmente fabricada; autoridades suspeitaram que uma carta, supostamente escrita por um médico indiano e atestando a sua tortura, foi forjada.  O painel escreveu que “não acreditava que o reclamante tivesse sido preso pela polícia e que tenha sido torturado pela polícia”.
Onze dias depois de o seu pedido ter sido negado, Nijjar casou-se com uma mulher que patrocinou a sua imigração.  As autoridades notaram que a mulher chegou ao Canadá em 1997 casada com outro homem e rejeitou a reclamação como um casamento de conveniência. Em 2001, Nijjar apelou desta decisão, mas perdeu.
Em última análise, ele foi autorizado a entrar no Canadá. De acordo com Marc Miller, Ministro canadense da Imigração, Refugiados e Cidadania, Nijjar tornou-se cidadão canadense em 25 de maio de 2007.

## Envolvimento no movimento Calistão
No Canadá, Nijjar administrava uma empresa de encanamento, era casado e tinha dois filhos. Ele morou em Surrey, Colúmbia Britânica, onde foi um líder da comunidade Sique local. Ele se tornou o presidente do Guru Nanak Sikh Gurdwara, um templo Sique em Surrey, em 2018. Nijjar foi reafirmado como presidente do Guru Nanak Sikh Gurdwara em 2022.
Nijjar era um líder do ramo canadense dos Siques pela Justiça. Em 2012, ele distribuiu petições coletando assinaturas pedindo às Nações Unidas que reconhecessem a violência anti-Siques na Índia em 1984 como um genocídio. Nos meses anteriores à sua morte, ele estava organizando um referendo não oficial entre a diáspora Sique, patrocinado pela Siques pela Justiça, em apoio ao movimento Calistão, que busca um estado Sique independente. O movimento Calistão é proibido na Índia, mas tem apoio dentro da diáspora Sique. Após a sua morte, a Organização Mundial Sique do Canadá disse que Nijjar "frequentemente liderou protestos pacíficos contra a violação dos direitos humanos que ocorre ativamente na Índia e em apoio a Calistão".
Como líder religioso, Nijjar envolveu-se em várias atividades comunitárias, realizando orações especiais pelos muçulmanos mortos no tiroteio na mesquita de Christchurch em 2019, na Nova Zelândia, e pelas crianças indígenas canadenses enterradas em sepulturas não identificadas em escolas residenciais canadenses.  Ele também pediu a libertação de GN Saibaba, um ativista de direitos humanos preso na Índia.
Nijjar teve uma disputa com Ripudaman Singh Malik, um sique canadense que foi absolvido de envolvimento no atentado a bomba de 1985 ao voo 182 da Air India. Malik e um sócio compraram uma impressora comercial para imprimir escrituras religiosas sikhs, mas mais tarde processaram Nijjar em uma ação civil na Colúmbia Britânica, alegando que Nijjar não havia devolvido a impressora que Malik lhe dera para guarda.  Depois que Malik foi assassinado em julho de 2022, vários relatórios de notícias indianos, citando funcionários da inteligência indiana, especularam que Nijjar estava de alguma forma ligado à morte de Malik. Nijjar denunciou estas alegações, dizendo que era amigo de Malik, que enviou o seu filho para uma escola fundada por Malik e que respeitava o trabalho de Malik dentro da comunidade Sique; O advogado de Nijjar disse que Nijjar estava "sendo alvo de vingança e acusado de crimes baseados exclusivamente em opiniões políticas divergentes".

## Alegações de atividade militante da Índia
O governo indiano acusou Nijjar de ser o líder do grupo militante pró- Kalistão Khalistan Tiger Force. A Índia emitiu dois avisos vermelhos da Interpol contra Nijjar em 2014 e 2016.  O primeiro o acusou de ser um "mentor/membro ativo" da Khalistan Tiger Force e disse que suspeitos presos em conexão com a explosão de bomba no cinema Shingaar em 2007 o implicaram. Posteriormente, as autoridades canadenses o colocaram em uma lista de exclusão aérea, mas não tomaram nenhuma ação adicional. Gurpatwant Singh Pannun, advogado canadense, ativista e associado de Nijjar, disse que Nijjar foi absolvido de envolvimento na conspiração.
O governo indiano alegou que Nijjar visitou o Paquistão em 2013-14, encontrou-se lá com o líder militante Jagtar Singh Tara, da Babbar Khalsa International, e foi recrutado pela agência de inteligência do Paquistão. O aviso de 2016 emitido pelas autoridades indianas acusou Nijjar de ser um "mentor e conspirador chave de muitos atos terroristas na Índia".  Em 2015, o governo indiano pediu às autoridades canadenses que vigiassem Nijjar, alegando que ele estava envolvido em uma conspiração para transportar munição em parapente para a Índia. Nijjar disse que esta afirmação era "absolutamente absurda" e "mais como um enredo ruim de um filme de Bollywood ".
Numa carta enviada em 2016 ao primeiro-ministro canadiano Justin Trudeau, Nijjar qualificou as acusações do governo indiano de "fabricadas, infundadas, fictícias e politicamente motivadas" e parte de uma campanha de difamação que procurava desacreditá-lo. Nijjar escreveu: “minhas atividades nacionalistas Sikh são pacíficas, democráticas e protegidas pela Carta Canadense de Direitos e Liberdades ”  e que ele “nunca acreditou, apoiou ou esteve envolvido em qualquer atividade violenta”. Em uma entrevista de 2016 ao Vancouver Sun, Nijjar disse que as alegações do governo indiano de que ele era um terrorista eram "lixo". Pannun disse que "as autoridades indianas muitas vezes rotulam os ativistas Sikhs como terroristas, que estão simplesmente tentando aumentar a conscientização no Canadá sobre as violações dos direitos humanos cometidas contra os Sikhs no Punjab."
Em 2018, o governo indiano acusou novamente Nijjar de "múltiplos assassinatos seletivos" na Índia e, em fevereiro de 2018, Amarinder Singh, ministro-chefe do Punjab, incluiu Nijjar em uma lista de "pessoas mais procuradas" dada ao primeiro-ministro canadense Trudeau. Em um comunicado, Nijjar disse: “Estou sendo alvo e enquadrado em falsos casos criminais pelas autoridades indianas por minha campanha incansável contra a violência genocida contra os Sikhs e pelo apoio contínuo ao Referendo 2020 para libertar Punjab e criar o país Sikh separado, Khalistan”. O Hindustan Times informou que a unidade de Surrey da Polícia Montada Real Canadense (RCMP) deteve brevemente Nijjar para interrogatório em abril de 2018, libertando-o em 24 horas sem apresentar qualquer acusação.
Em 2020, a Índia designou Nijjar como terrorista de acordo com a Lei de Atividades Ilícitas (Prevenção), dizendo que ele estava "envolvido na exortação de imputações sedicionárias e insurrecionais e também na tentativa de criar desarmonia entre diferentes comunidades na Índia".  No mesmo ano, em meio a protestos de agricultores indianos contra as novas leis agrícolas, o governo indiano abriu um processo criminal contra ele, um dos vários casos que as autoridades abriram contra ativistas sikhs que viviam no país e no exterior; o governo inicialmente tentou desacreditar o protesto dos agricultores associando-o ao nacionalismo Sikh. Em 2022, a Agência Nacional de Investigação (NIA) da Índia o acusou de conspirar para matar um padre hindu em Punjab e ofereceu uma recompensa de  (aproximadamente CA$ 16.200 ) por qualquer informação que pudesse ajudar a prendê-lo.

## Morte e subsequente disputa diplomática

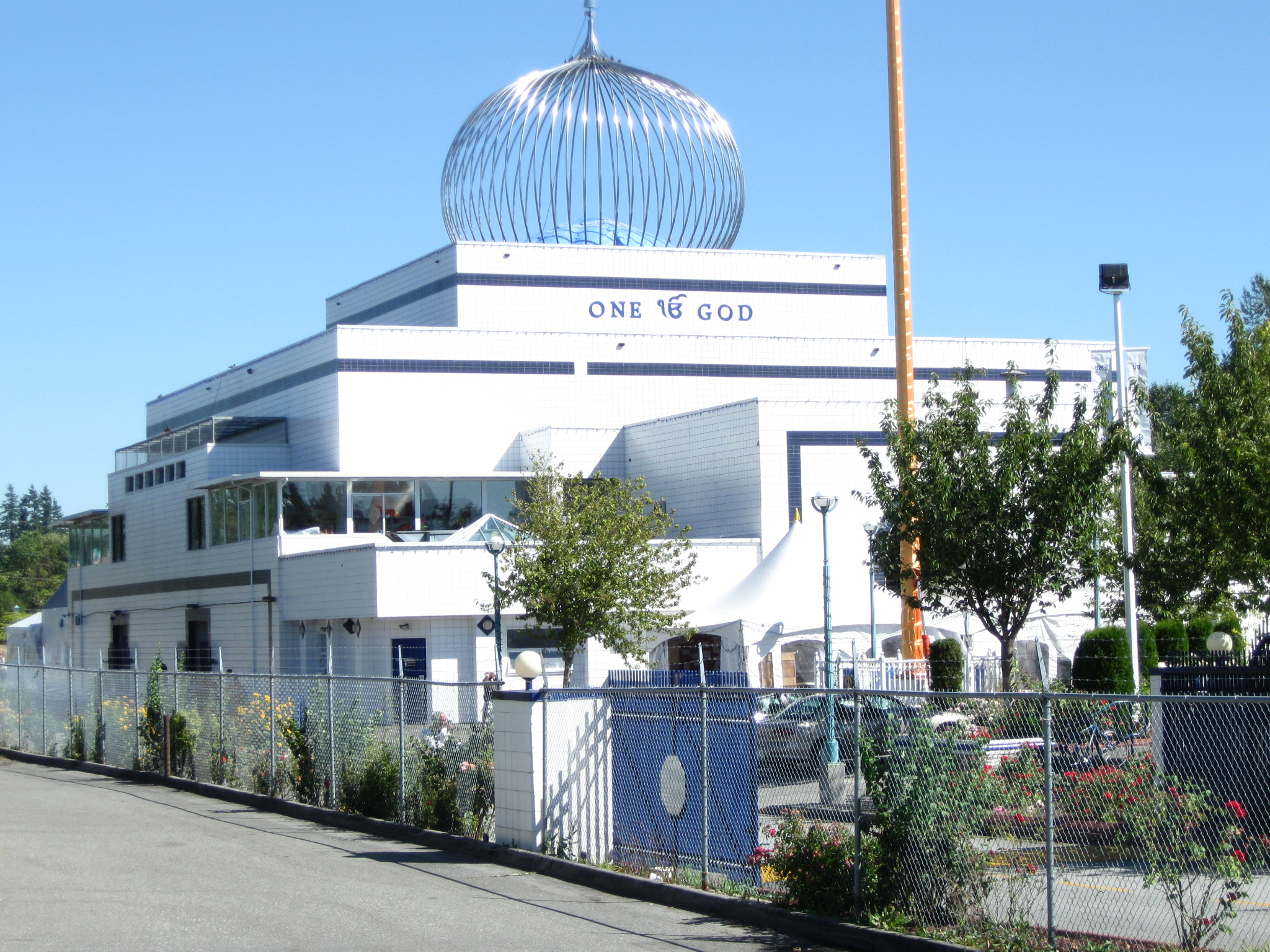
O Guru Nanak Gurdwara, fora do qual Nijjar foi morto

No início do verão de 2022, Nijjar foi alertado por funcionários do Serviço Canadense de Inteligência de Segurança sobre um provável plano de assassinato contra ele. De acordo com seu filho, Nijjar se reunia com oficiais do CSIS "uma ou duas vezes por semana" nos dias anteriores ao seu assassinato, e tinha outra reunião marcada para dois dias após a morte de Nijjar. Os oficiais do CSIS alertaram Nijjar sobre ameaças à sua vida e aconselharam-no a ficar em casa.
Em 18 de junho de 2023, Nijjar foi baleado e morto em sua caminhonete por dois homens armados mascarados no estacionamento do Guru Nanak Sikh Gurdwara em Surrey, Colúmbia Britânica. Ele saiu do gurdwara por volta das 20h30 e foi morto a tiros aproximadamente dois minutos depois. Os homens armados (que os investigadores descreveram como "conjunto mais pesado") fugiram do local a pé para um carro que os esperava (mais tarde identificado como um Toyota Camry 2008 prata) que saiu em disparada. Os investigadores disseram que os dois homens armados e o motorista do carro de fuga esperaram pelo menos uma hora antes do assassinato. A morte de Nijjar está sendo investigada pela Equipe Integrada de Investigação de Homicídios (IHIT) da RCMP.  As autoridades canadenses ainda não fizeram nenhuma prisão.

### Alegação de responsabilidade indiana
Em setembro de 2023, durante a cúpula do G20 em Nova Delhi de 2023, o Canadá e a Índia não tiveram uma reunião individual, mas se reuniram à margem. O primeiro-ministro indiano, Narendra Modi, levantou preocupações com o primeiro-ministro canadense, Justin Trudeau, sobre os protestos Sikh no Canadá, enquanto Trudeau levantou as acusações de envolvimento do governo indiano no assassinato de Hardeep Singh Nijjar. As conversações entre os dois líderes foram tensas, afetando as discussões comerciais em curso.
Em 18 de setembro de 2023, o primeiro-ministro canadense Justin Trudeau disse no Parlamento: "Nas últimas semanas, as agências de segurança canadenses têm perseguido ativamente alegações credíveis de uma ligação potencial entre agentes do governo da Índia" e o assassinato de Nijjar. Trudeau apelou ao governo indiano para cooperar com a investigação e disse: "Qualquer envolvimento de um governo estrangeiro no assassinato de um cidadão canadense em solo canadense é uma violação inaceitável da nossa soberania."
O governo canadense não tornou pública nenhuma evidência do envolvimento do governo indiano no assassinato, citando a necessidade de proteger fontes e métodos de inteligência sensíveis. Fontes do governo canadense com conhecimento do assunto disseram à CBC que a inteligência humana e de sinais forneceu evidências da responsabilidade do governo indiano, incluindo mensagens entre autoridades indianas e inteligência de um membro não identificado da aliança Five Eyes.

### Cair
A morte de Nijjar causou uma crise diplomática que levou as relações Canadá-Índia ao seu ponto mais baixo. A investigação levou diretamente à suspensão das negociações sobre um acordo comercial Canadá-Índia em 1 de setembro.
A ministra das Relações Exteriores canadense, Mélanie Joly, ordenou a expulsão de Pavan Kumar Rai, um importante diplomata indiano no Canadá que chefiou as operações da Ala de Pesquisa e Análise, a agência de inteligência externa da Índia, no Canadá. A Índia negou as alegações, considerando-as absurdas e expulsou Olivier Sylvestre, chefe do escritório de inteligência canadense na Índia, no dia seguinte.
O governo indiano também acusou o Canadá de abrigar “extremistas e terroristas” que “continuam a ameaçar a soberania e a integridade territorial da Índia”.
A Índia suspendeu temporariamente o processamento de pedidos de visto para cidadãos canadenses em 21 de setembro de 2023 devido à “brecha” entre os países; o governo indiano culpou "ameaças à segurança enfrentadas por nosso Alto Comissariado e consulados no Canadá" como o motivo da suspensão. Não há restrições para cidadãos portadores de vistos válidos.
A Índia emitiu um aviso de viagem em 20 de setembro de 2023 aos seus cidadãos sobre o Canadá, instando-os a "ter a máxima cautela" ao viajar para o Canadá devido às "crescentes atividades anti-Índia e aos crimes de ódio politicamente tolerados"; O ministro canadense da segurança pública, Dominic LeBlanc, rejeitou o aviso de viagens da Índia, dizendo: "As pessoas podem interpretar isso o que quiserem. O Canadá é um país seguro. O que estamos fazendo é garantir que haja uma investigação criminal apropriada nessas circunstâncias."

### Reações internacionais
Os aliados dos Cinco Olhos do Canadá, nomeadamente os Estados Unidos, o Reino Unido, a Austrália e a Nova Zelândia, expressaram a sua preocupação e encorajaram a Índia a colaborar na investigação em curso. Nenhum condenou a Índia pelo seu alegado envolvimento.
O Conselheiro de Segurança Nacional dos EUA, Jake Sullivan, disse: “Rejeito firmemente a ideia de que haja uma divisão entre os EUA e o Canadá. Temos profundas preocupações sobre as alegações e gostaríamos de ver esta investigação levada avante e os perpetradores responsabilizados”. Ele acrescentou que os EUA defenderiam os seus princípios básicos "independentemente do país" e que os EUA tinham estado em contacto com a Índia e o Canadá a respeito do assassinato.
O Ministério das Relações Exteriores do Paquistão disse que a "rede de assassinatos extraterritoriais" da Índia se tornou global, o que é "uma violação clara do direito internacional e do princípio da soberania do Estado da ONU".